# 五力分析
五力分析（英語：Porter five forces analysis）為迈克尔·波特在1979年提出的架構，其用途是定義出一個市場吸引力高低程度。波特認為影響市場吸引力的五種力量是個體經濟學面，而非一般認為的總體經濟學面。五種力量由密切影響公司服務客戶及獲利的構面組成，任何力量的改變都可能吸引公司退出或進入市場。

## 五力

五力分析英文版

四個外力 — 來自買方的議價能力、來自供應商的議價能力、來自潛在進入者的威脅、來自替代品的威脅 — 共同組合而演變出影響公司的第五種力量：來自現有競爭者的威脅。而每一種力量都由數項指標決定：
- 來自買方的議價能力（Bargaining power of customers）
  - 買方集中度（buyer concentration to firm concentration ratio）
  - 談判槓桿（bargaining leverage）
  - 買方購買數量（total buyer volume）
  - 買方相對於廠商的轉換成本（buyer switching costs relative to firm switching costs）
  - 買方獲取資訊的能力（buyer information availability）
  - 買方垂直整合（bargaining leverage，backward vertical integration）的程度或可能性
  - 現存替代品（availability of existing substitute products or services）
  - 消費者價格敏感度（buyer price sensitivity）
  - 總消費金額（price of total purchase）
- 來自供應商的議價能力（Bargaining power of suppliers）
  - 供應商相對於廠商的轉換成本 （switching costs of firms in the industry）
  - 投入原料的差異化程度
  - 現存的替代原料（presence of substitute inputs）
  - 供應商集中度 （supplier concentration）
  - 供應商垂直整合（bargaining leverage，forward vertical integration）的程度或可能性
  - 原料價格佔產品售價的比例
- 來自潛在進入者的威脅（Threat of new entrants）
  - 進入障礙（barriers to entry）
  - 規模經濟（economies of scale）
  - 品牌權益（brand equity）
  - 轉換成本（switching costs）
  - 強大的資本需求（capital requirements）
  - 掌控通路能力（access to distribution channels）
  - 絕對成本優勢（absolute cost advantages）
  - 學習曲線（learning curve）
  - 政策（government policy）
- 來自替代品的威脅（Threat of substitutes）
  - 消費者對替代品的偏好傾向
  - 替代品相對的價格效用比
  - 消費者的轉換成本
  - 消費者認知的品牌差異
- 來自現有競爭者的威脅（Competitive rivalry）
  - 現有競爭者的數目
  - 產業成長率（industry growth）
  - 產業存在超額產能的情況
  - 退出障礙 （exit barrier）
  - 競爭者的多樣性 （diversity of rivals）
  - 資訊的複雜度和不對稱
  - 品牌權益 （brand equity）
  - 每單位附加價值攤提到的固定資產
  - 大量的廣告需求
  - 不同的产品 （product differences）